# (970) Primula
Pour les articles homonymes, voir Primula.
(970) Primulaest un astéroïde de la ceinture principale découvert le 29 novembre 1921 par l'astronome allemand Karl Reinmuth.
Sa désignation provisoire était 1921 LB.
Sa distance minimale d'intersection de l'orbite terrestre est de 0,880404 ua.